# Wayne Ellington
Wayne Robert Ellington Jr. (ur. 29 listopada 1987 w Wynnewood) – amerykański zawodowy koszykarz występujący na pozycji rzucającego obrońcy, po zakończeniu kariery zawodniczej trener koszykówki. Od 2023 trener do spraw rozwoju zawodników w klubie Miami Heat.
W 2006 wystąpił w meczu wschodzących gwiazd – Nike Hoop Summit oraz McDonald’s All-American.
W latach 2006–2009 reprezentował University of North Carolina. W ostatnim roku gry dla uniwersyteckiej drużyny Tar Heels z Północnej Karoliny wraz z kolegami z zespołu (m.in. Tyler Hansbrough i Ty Lawson) sięgnął po mistrzostwo NCAA. W finałowym meczu z Michigan State zdobył 19 punktów (w tym sześciokrotnie trafił za 3) i został wybrany najlepszym graczem turnieju finałowego (NCAA Basketball Tournament Most Outstanding Player).
23 kwietnia 2009 zgłosił się do draftu i został wybrany z numerem 28 przez zespół Minnesota Timberwolves.
24 lipca 2012 został wytransferowany do Memphis Grizzlies w zamian za Dante Cunninghama.
22 stycznia 2013, razem z Marreese Speightsem, Joshem Selby i wyborem w pierwszej rundzie draftu, przeszedł w ramach wymiany do zespołu Cleveland Cavaliers w zamian za Jona Leuera.
26 lipca 2013, jako wolny agent, podpisał kontrakt z Dallas Mavericks.
25 czerwca 2014, wraz z José Calderónem, Shane’em Larkinem, Samuelem Dalembertem i dwoma wyborami w drugiej rundzie draftu 2014, trafił do New York Knicks w zamian za Tysona Chandlera i Raymonda Feltona. Jeszcze w trakcie tego samego okienka transferowego, 6 sierpnia, wraz z Jeremym Tylerem, został wytransferowany do Sacramento Kings w zamian za Quincy’ego Acy’ego i Travisa Outlawa. Jednak już 3 września 2014 został zwolniony przez Kings, a 22 września, jako wolny agent podpisał kontrakt z Los Angeles Lakers.
W lipcu 2015 podpisał umowę z zespołem Brooklyn Nets. 10 lipca 2016 został zawodnikiem Miami Heat.
6 lutego 2019 w wyniku transferu dołączył do Phoenix Suns. Dzień później został zwolniony. 9 lutego podpisał umowę z Detroit Pistons.
8 lipca 2019 został zawodnikiem New York Knicks. 19 listopada 2020 opuścił Knicks. 2 listopada zawarł kolejny w karierze kontrakt z Detroit Pistons. 6 sierpnia 2021 dołączył po raz kolejny do Los Angeles Lakers.
29 września 2023 został trenerem do spraw rozwoju zawodników w klubie Miami Heat.

## Osiągnięcia
Na podstawie, o ile nie zaznaczono inaczej.
NCAA
- Mistrz NCAA (2009)
- Uczestnik rozgrywek:
  - NCAA Final Four (2008, 2009)
  - Elite Eight (2007–2009)
- Mistrz:
  - turnieju konferencji Atlantic Coast (ACC – 2007, 2008)
  - sezonu regularnego konferencji ACC (2007–2009)
- Most Outstanding Player (MOP=MVP) NCAA Final Four (2009)[23]
- Zaliczony do:
  - I składu:
    - turnieju ACC (2007, 2008)
    - NCAA Final (2009 przez AP)[24]

  - II składu:
    - ACC (2008)
    - turnieju ACC (2009)

  - składu All-ACC Honorable Mention (2009)

NBA
- Laureat J. Walter Kennedy Citizenship Award (2016)[25]
- Uczestnik konkursu rzutów za 3 punkty (2018)

Reprezentacja
- Uczestnik igrzysk panamerykańskich (2007 – 5. m.)